# Iowa Park
Iowa Park is een plaats (city) in de Amerikaanse staat Texas, en valt bestuurlijk gezien onder Wichita County.

## Demografie
Bij de volkstelling in 2000 werd het aantal inwoners vastgesteld op 6431.
In 2006 is het aantal inwoners door het United States Census Bureau geschat op 6142, een daling van 289 (-4.5%).

## Geografie
Volgens het United States Census Bureau beslaat de plaats een oppervlakte van
10,4 km², waarvan 9,4 km² land en 1,0 km² water. Iowa Park ligt op ongeveer 316 m boven zeeniveau.

## Plaatsen in de nabije omgeving
De onderstaande figuur toont nabijgelegen plaatsen in een straal van 20 km rond Iowa Park.